# Alexander Serafimowitsch

Grabbüste von Serafimowitsch

Alexander Serafimowitsch (russisch Александр Серафимович; * 7. Januarjul. / 19. Januar 1863greg. als Alexander Serafimowitsch Popow russisch Александр Серафимович Попов in Nischnekurmojarskaja im Dongebiet; † 19. Januar 1949 in Moskau) war ein russisch-sowjetischer Schriftsteller und Vertreter des sozialistischen Realismus.

## Leben
In den Jahren von 1874 bis 1883 absolvierte er das Gymnasium in der Staniza Ust-Medwedizkaja, dem späteren Serafimowitsch. Anschließend besuchte er die physikalisch-mathematische Fakultät der Universität Sankt Petersburg. Hier hatte er auch Kontakt zu Alexander Uljanow, dem älteren Bruder Lenins. Für ein von ihm nach dem Anschlag Uljanows auf den Zaren Alexander III. verfasstes Flugblatt wurde er verhaftet und für drei Jahre nach Pinega in das Gouvernement Archangelsk verbannt. In der Verbannung verfasste er seine erste Erzählung Auf der Eisscholle, in der er das Leben von Robbenfängern am Weißen Meer schilderte. Es folgten die Novellen Schneewüste und Auf den Flößen. 1890 durfte er in seine Heimat zurückkehren und stand dort unter Polizeiaufsicht. Schriftstellerisch war er für die Zeitungen Priasowski Krai und Donskaja Retsch tätig. Seine Arbeiten befassten sich überwiegend mit den Lebensumständen der Arbeiter.
1901 wurde ein Sammelband mit seinen Erzählungen veröffentlicht. Im Jahr 1910 stellte er den Roman Eine Stadt in der Steppe fertig. Während der Oktoberrevolution stand er auf der Seite der Bolschewiki. Er berichtete als Korrespondent der Prawda von den Bürgerkriegsfronten. Lenin äußerte sich in einem persönlichen Schreiben gegenüber Serafimowitsch anerkennend.
Sein bekanntester Roman Der eiserne Strom („Schelesnyj potok“) entstand 1924. In Deutschland wurde der Roman 1933 von den Nationalsozialisten während der Bücherverbrennungen verbrannt. In der Sowjetunion wurde Serafimowitsch der Leninorden und 1943 der Stalinpreis verliehen sowie die Stadt Serafimowitsch nach ihm benannt. Er starb an seinem 86. Geburtstag in Moskau; sein Grab befindet sich auf dem Nowodewitschi-Friedhof.

## Werke (Auswahl)
- Auf der Eisscholle (На льдине). 1889
- Schneewüste (Снежная пустыня). 1890
- Auf den Flößen (На плотах). 1890
- Die Rache (Месть). 1897
- Eine Stadt in der Steppe (Город в степи). 1910
- In dunkler Nacht (Черной ночью). 1918
- Der eiserne Strom (Железный поток). 1924. Eine deutsche Übersetzung von Otto Unger erschien 1930, eine weitere im SWA-Verlag, Berlin 1947